# 福州宗教
福州的宗教呈现多元化趋势，主要宗教有基督新教、天主教、佛教、道教和伊斯兰教等；其中以佛教、道教信徒最多。受传统儒家思想影响，福州人祭祀祖先和地主非常普遍，许多家庭中设有祖先和地主牌位。

## 佛教

### 福州佛教歷史
佛教在三国吴、晋之际传入福州，南朝时期大为发展，唐代福州则出现了百丈怀海、黄蘗希运这样的高僧。宋元之际，福州佛教更盛。福州佛教在明末一度衰落，但清代又复兴，1654年，隐元禅师东渡日本，开创日本佛教黄檗宗。福州重要的佛教寺庙包括鼓山涌泉寺、西郊西禅寺、金鸡山地藏寺、瑞峰林阳寺、闽侯雪峰崇圣寺、福清黄檗山万福寺等。

### 重要佛教寺院
- 鼓樓：怡山西禅寺[註 1]、北禅寺、三界寺、开元寺、法海寺
- 台江：海潮寺、荷泽寺
- 倉山：清凉寺
- 馬尾：鼓山涌泉寺[註 1]、
- 晉安：金鸡山地藏寺[註 1]、瑞峰林阳寺[註 1]、象峰崇福寺、瑞云寺
- 长乐：龙泉寺、云山寺、文殊寺、银峰寺、屏山寺、西兴寺、竹林寺、晦翁寺、长者寺、清凉寺
- 闽侯：雪峰崇圣寺[註 1]、五仙寺、金仲阁、法云寺、三益寺
- 福清：黄檗山万福寺[註 1]、瑞岩寺、吉水寺、资福寺、香灯寺、柳圃寺、福山寺、灵石寺、西澗寺
- 连江：莲峰寺，白云寺、玉华寺、下庵、上庵、静室、中岩、后岩、观音阁、一真堂、青芝寺、净光寺、保福寺、九龙寺、青峰寺、宝林寺
- 罗源：开善寺、龙华寺、瑞云寺、光化寺、凤山寺、金粟寺、圣水寺、碧云寺、仙茅寺，水陆寺、白马寺、枝南寺、万寿寺、翠峰寺
- 永泰：方广寺、下际寺、重光寺、仙佛寺、姬岩寺、凤凰寺、暗亭寺、高盖山寺
- 平潭：金峰禅寺、观音堂
- 闽清：白岩寺

## 道教

### 福州道教歷史
福州的道教历史可追溯到公元前3世纪到公元前1世纪的秦汉时代。汉武帝时何氏九仙在福州于山修炼，后从福清石竹山到仙游九鲤湖。东汉末年侯官的董奉既是道人，又是名医。五代闽国时期，閩惠宗與閩康宗崇信道教，福州道教大为兴盛，这一时期，閩惠宗封陈靖姑为「临水夫人」，赐宫女36人为弟子，建門第于临水，后加封为「崇福临水夫人」，靖姑逝世后，又加封为“顺天圣母顺懿元君、惠忱慈量天尊”，陈靖姑成为福建東北處一带最重要的道教女神之一，而福州则成为闾山派的中心，闾山派的另外一支則尊奉張真君為祖師。明清以来，新建道观渐少，清乾隆四年(1739年)朝廷下令禁止道教之后，道教急剧衰落。但福州的道教通过渗透到民間宗教中去，仍在民間流行。福州市道教協會位于于山九仙觀。妈祖、临水夫人是福州最重要的道教神祇，其餘如包括白馬尊王（射鱔尊王）、五帝、水部尚書、齐天大圣、丹霞大圣、董真人、裴真人、马天君、照天君、懿德夫人、開閩聖王、威武尊王、武夷真君等等，都是福州知名的神祇。

### 重要道觀
- 鼓樓：福建都城隍庙、于山九仙观、道山观、照天宫、裴仙宫
- 台江：帮洲广慧庵
- 倉山：龙沄岭望北台真武殿
- 晉安：东郊东岳庙
- 閩侯：青圃村洪恩灵济宫位
- 永泰：高盖山名山室道院
- 福清：福清石竹山九仙阁

## 新教

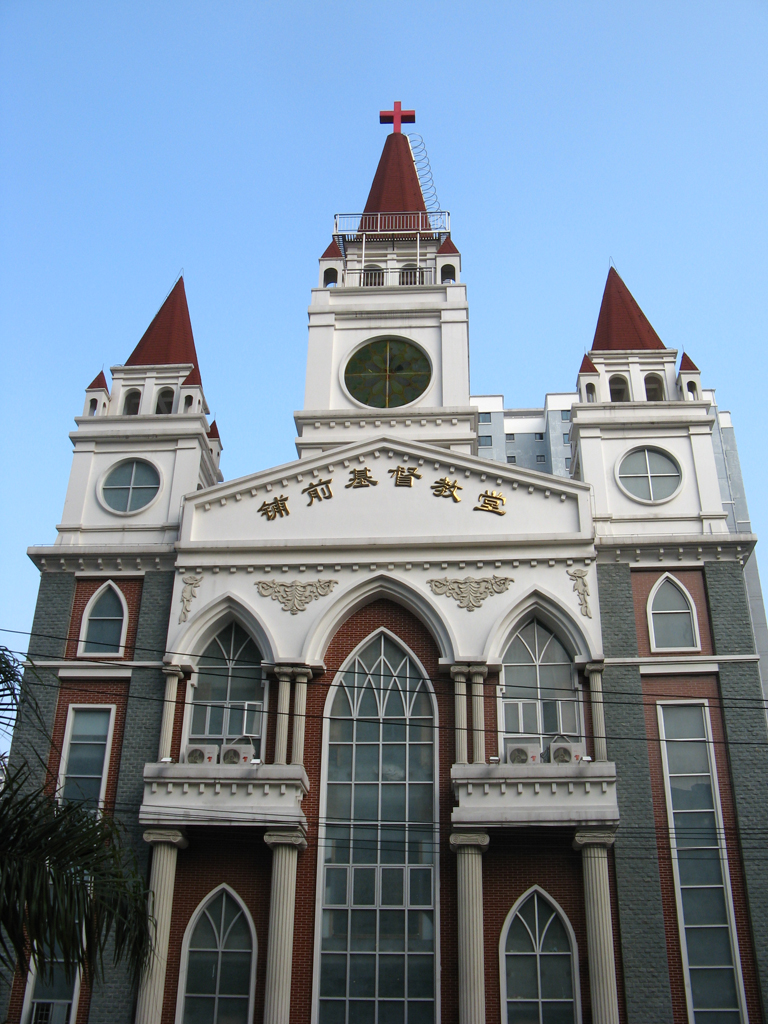
铺前基督教堂，前身是美部会在福州的“救主堂”

### 福州新教歷史
基督教新教在1847年由美国基督教公理会（美部会）和美以美会传入福州，圣公会亦接踵而至。1856年，卫理公会在东亚地区的首座教堂真神堂诞生于福州茶亭街。从晚清至民国，新教教会在福州创办了许多新式学校和医院，对福州的现代化进程起到了推动作用。新教还发展了罗马化的福州话文字，即平话字，并在教会学校中加以推广。新教在福州的传播过程中也产生了黄乃裳、倪柝声这样颇有影响的教徒。中华人民共和国建立后，各新教教会也受到了三自运动巨大的冲击，有些持异议的教徒遭受到迫害，家庭教会的活动形式则在后来兴盛起来。

### 重要教堂
- 鼓楼：花巷堂、观巷堂、洪山堂、大根堂、城守前堂
- 台江：苍霞堂、铺前堂
- 仓山：中洲基督教堂、天安堂、上渡堂、小岭堂、施埔堂、马厂街堂、浦下堂、胪厦堂、城门堂、义序堂
- 马尾：马尾堂、闽安堂、和平堂、康庄堂、快安堂、琅岐堂、海屿堂
- 晋安：鼓山堂、鼓岭堂、东门堂、福兴堂、岭头堂
- 长乐：城关堂
- 闽侯：甘蔗堂、南通堂
- 福清：福华堂、西大堂
- 罗源：城关堂
- 闽清：城关堂
- 连江：城关堂
- 平潭：城关堂

## 天主教

### 福州天主教歷史
1624年底，艾儒略来福州传播天主教。1625年，福州历史上第一座天主教堂三山堂建于宫巷。早期，耶稣会和多明我会同时在福州地区传教。礼仪之争发生后，耶稣会退出福州，仅留多明我会活动。1720年清廷下令禁止天主教，福州的天主教活动转入地下。1842年南京条约签订后，天主教恢复活动，1848年，西班牙多明我会在福州南门兜澳尾巷建堂。大批福州疍民也在清末皈依天主教，并借此得以上岸定居。1949年以前，教会神职人员以西班牙人为主。中华人民共和国建立后，推行三自运动，福州的外籍神职人员被驱逐，有异议的本地神职人员遭到逮捕，教会遂分裂成地上教会和地下教会，这种局面维持至今。根據官方統計數字，1994年天主教友人数突破20万人，其中长乐區约8万人，鼓樓區、台江區、倉山區、馬尾區、晉安區、平潭县和福清市共约3-4万人。

### 重要教堂
- 鼓楼：西门天主堂、洪山桥天主堂
- 台江：苍霞洲天主堂
- 仓山：泛船浦天主堂、上渡天主堂、湾边天主堂
- 马尾：营盘顶天主堂
- 长乐：城关天主堂、金峰天主堂、鹤上天主堂、古槐龙田天主堂、金峰潭头天主堂
- 连江：城关天主堂
- 罗源：凤山岐阳天主堂
- 闽侯：南屿南江天主堂、南屿南溪天主堂、上街百禄村天主堂、上街晓星天主堂、竹岐洋里天主堂、白沙天主堂
- 永泰：城关天主堂、蒿口镇天主堂、塘前乡天主堂
- 闽清：城关天主堂、坂东天主堂
- 福清：城关利桥天主堂、龙田天主堂、江阴天主堂、渔溪天主堂、高山天主堂、江镜天主堂

## 伊斯兰教

### 福州伊斯蘭教歷史
历史上，福州的伊斯兰教活动一直很少。628年，福州出现了第一座，也是唯一一座清真寺。此后，福州伊斯兰教长期衰落，直到1474年即明朝成化十年，市舶司由泉州迁至福州，穆斯林来福州者渐多，伊斯兰教才在福州稍微复苏，福州清真寺亦重建于此时。清代，福州伊斯兰教是靠外省来闽任职的穆斯林官员捐资修寺、修墓、办经堂教育来维持的。中华人民共和国时期，福州穆斯林多是来自外省。

### 清真寺
- 福州清真寺（八一七北路）

## 備註
1. 1 2 3 4 5 6  为汉族地区佛教全国重点寺院。